# Anochetus striatulus
Anochetus striatulus är en myrart som beskrevs av Carlo Emery 1890. Anochetus striatulus ingår i släktet Anochetus och familjen myror. Inga underarter finns listade i Catalogue of Life.